# Поліакрил (футбольний клуб)
«Поліакрил» (перс. باشگاه فوتبال ذوب ‌آهن‎) — колишній іранський футбольний клуб з міста Ісфахан. Головним спонсором команди була компанія Isfahan Polyacryl Company.

## Історія
Період розквіту клубу припадає на 1990-і роки. Команда вдало виступала в кубку Ірану та Лізі Азадеган.

## Відомі гравці
- Надер Мохаммадхані (1997—1998)

## Відомі тренери
- Хоссейн Шахрабі (1995—1997)
- Фіруз Карімі (1997—1998)